# Diagramma di Stüve

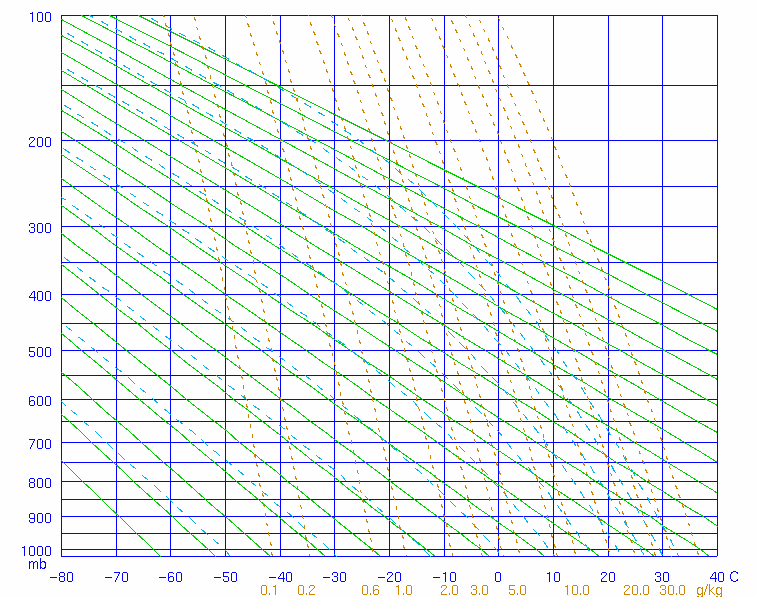
Diagramma di Stüve

Il diagramma di Stüve è uno dei quattro diagrammi termodinamici (assieme al nomogramma di Herloffson, l'emagramma e il tefigramma) utilizzati per analizzare la struttura termica dell'atmosfera terrestre e per fare previsioni meteorologiche.

## Descrizione
Il diagramma di Stüve viene utilizzato per mettere in diagramma i valori di temperatura e di punto di rugiada che in genere provengono da misure effettuate con palloni sonda, aerei o satelliti meteorologici e che permettono di calcolare la stabilità convettiva o l'energia potenziale convettiva disponibile (CAPE, dall'acronimo della terminologia inglese Convective Available Potential Energy). A fianco del diagramma di Stüve possono anche essere apposte le piccole frecce indicanti la direzione e la forza dei venti a diversi livelli di pressione.
Il diagramma di Stüve fu sviluppato nel 1927 dal meteorologo tedesco Georg Stüve (1888-1935) e ottenne rapidamente una vasta accettazione per la sua semplicità in quanto utilizza delle linee rette per le tre variabili principali: la pressione, la temperatura e la temperatura potenziale. La semplificazione implica però di trascurare i requisiti di uguaglianza delle aree (dall'equazione di Clausius–Clapeyron) che invece sono soddisfatti in due degli altri diagrammi più frequentemente utilizzati in questo campo, vale a dire nel nomogramma di Herloffson e nel tefigramma. Nelle applicazioni pratiche tuttavia questa semplificazione non presenta particolari problemi.
Nei diagrammi di Stüve, le isoterme sono rappresentate da rette verticali, le isobare da rette orizzontali mentre le adiabatiche secche da rette inclinate di 45 gradi a sinistra; le adiabatiche sature sono invece curvilinee.
Viene utilizzato un sistema di riferimento cartesiano in cui gli assi hanno come coordinate la temperatura (T), la pressione (p o pk) e k = R /{\displaystyle c_{p}} est 0,2857 (dove R è la costante universale dei gas per l'aria secca e {\displaystyle c_{p}} è il calore specifico dell'aria a pressione costante.